# Pucciniosira solani
Pucciniosira solani är en svampart som beskrevs av Lagerh. 1891. Pucciniosira solani ingår i släktet Pucciniosira och familjen Pucciniosiraceae.   Inga underarter finns listade i Catalogue of Life.